# AKSM-321
AKSM-321 (АКСМ-321) – trolejbus z zakładów Biełkommunmasz w Mińsku. Produkowany od 2000 roku. Największą liczbę tych trolejbusów posiada Mińsk, dla Mińska wyprodukowano 651 takich trolejbusów. Można też go spotkać w innych krajach dawnego Związku Radzieckiego, np. w Moskwie, gdzie publiczny przewoźnik kupił 198 takich trolejbusów.

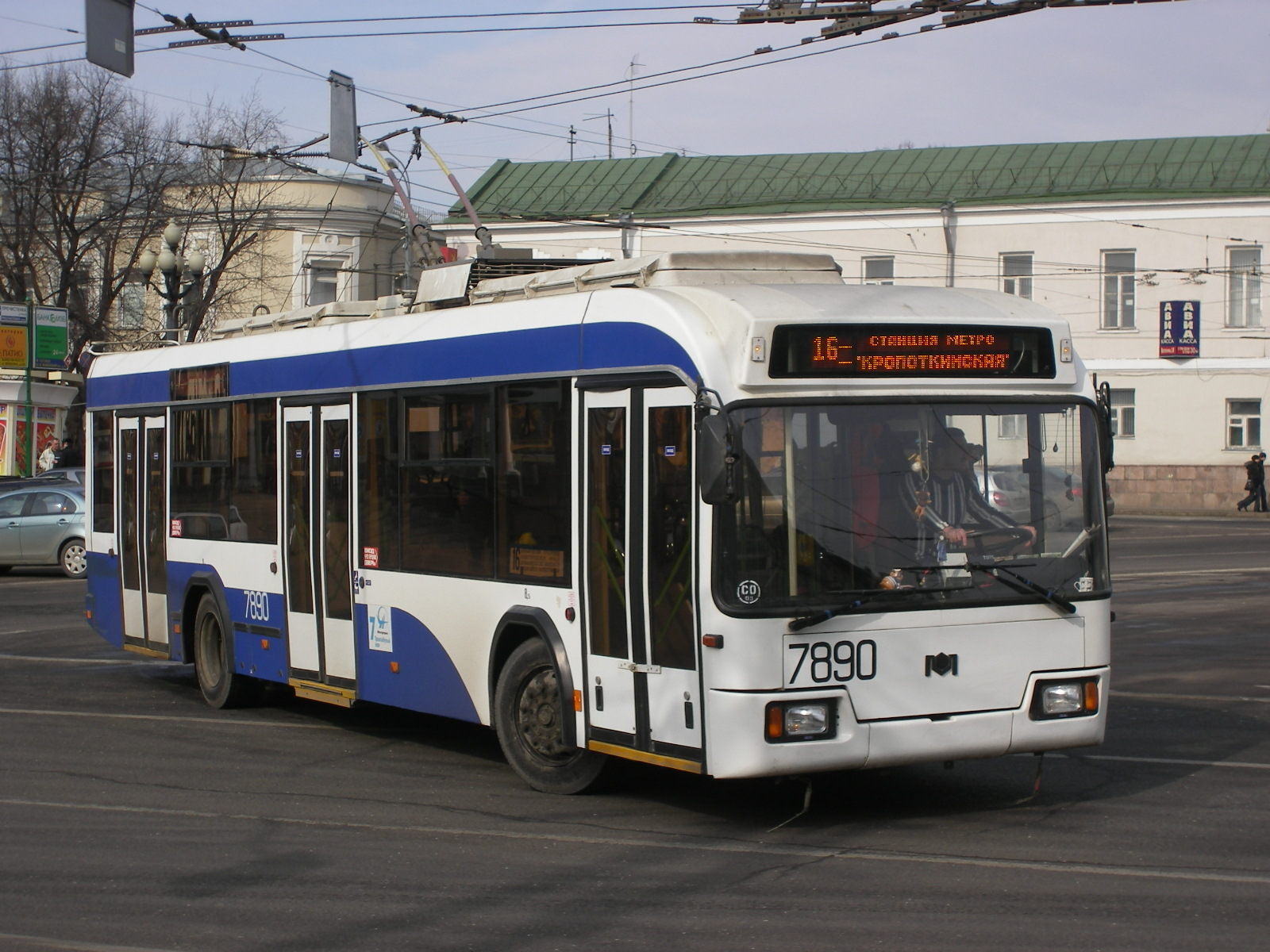
AKSM-321
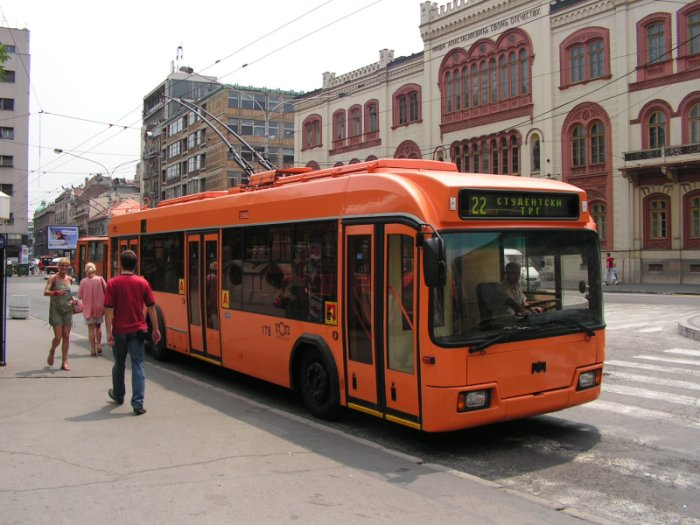
AKSM-321